# Gerhard von Scharnhorst
Gerhard Johann David Scharnhorst (vanaf 1802 von Scharnhorst) (Bordenau, toen gelegen in het Koninkrijk Hannover, 12 november 1755 - Praag, 28 juni 1813) was een Pruisisch generaal. Naast Augustus Graaf von Gneisenau was hij - als voorzitter van de Militaire Reorganisatiecommissie sinds juli 1807 - de cruciale organisator van de gedenkwaardige hervormingen die het Pruisische leger na de verpletterende nederlaag in de Slag bij Jena in staat stelden om weer aan de strijd tegen Napoleon deel te nemen. Omdat hij een duidelijk verband tussen de militaire hervorming en sociale veranderingen zag behoort Scharnhorst nog steeds tot de meestbewonderde militaire hervormers uit de tijd van de bevrijdingsoorlogen.
Het Derde Rijk noemde een groot oorlogsschip, de Scharnhorst naar deze generaal, de DDR noemde haar hoogste militaire onderscheiding, de Scharnhorst-orde naar Scharnhorst.

## Overlijden
In de Slag bij Lützen raakte Scharnhorst op 3 mei 1813 zwaar gewond. Ten gevolge van deze verwondingen zou hij later dat jaar in Praag overlijden.

## Militaire loopbaan
- Kadett: 1773 - 1778[2]
- Fahnenjunker: 1778
- Leutnant: 1782
- Stabskapitän: 1792
- Major: 1794[2]
- Oberstleutnant: 1801
- Oberst: 1804
- Generalquartiermeister: 1806[2]
- Generalmajor: 1807
- Generalleutnant: maart 1813[2]

## Onderscheidingen
- Pour le Mérite
- IJzeren Kruis 1813, 2e klasse
- Orde van de Rode Adelaar, 2e klasse
- Commandeur in de Orde van Maria Theresia
- Orde van Sint-Vladimir